# Acianthera sulphurea
Acianthera sulphurea är en orkidéart som först beskrevs av João Barbosa Rodrigues, och fick sitt nu gällande namn av Fábio de Barros och V.T.Rodrigues. Acianthera sulphurea ingår i släktet Acianthera och familjen orkidéer. Inga underarter finns listade i Catalogue of Life.